# Super vision
La super vision est le fait d'avoir une vision dépassant les normes humaines (dépassant donc une vision de 15/10e). En effet l'œil humain n'est pas parfait car il existe des aberrations optiques, telles que les aberrations chromatiques. Si l'œil était parfait, c'est-à-dire sans aberration, on pourrait théoriquement atteindre une vision de 25/10e mais la réalité optique de la réfraction de la lumière donnerait 24/10e comme meilleure résolution possible de l'œil.
Pour chaque partie de l'œil, il y a des facteurs limitants qui pourraient être améliorés dans le cadre de la « super vision ». Par exemple en augmentant le nombre de photorécepteurs, ainsi on aurait une vision plus nette notamment de nuit.
Pour améliorer la vision, différentes pistes sont envisageables et plusieurs d'entre elles sont à l'essai.
On pourrait donc sculpter une lentille sur mesure qui soit capable d'apporter une correction au micromètre près. Mais il y aurait un énorme inconvénient : chaque clignement de l'œil ferait bouger la lentille du haut vers le bas.
On pourrait également polir l'œil à l'aide d'un laser chirurgical, mais il faudrait veiller à ne pas détruire de cellules. Car cela aggraverait les aberrations au lieu de les faire disparaître. 
L'obsolète paire de lunettes s'avère une solution efficace. Cependant, il faudrait alors créer des lunettes capables de régler et améliorer la vision en temps réel. C'est le principe de l'optique adaptative, utilisée en astronomie, dont le but de base est de corriger les dégradations de l'image à travers l'atmosphère.
Ces techniques devront d'abord être optimisées et adaptées pour la chirurgie. Elles auront toutefois contribué à une connaissance plus approfondie du système visuel. 